# A.C. Libertas
A.C. Libertas là một câu lạc bộ bóng đá của San Marino, có trụ sở tại Borgo Maggiore. Câu lạc bộ được thành lập vào năm 1928. Libertas hiện đang chơi ở Campionato Sammarinese di Calcio. Màu sắc của đội là đỏ và trắng. Libertas là câu lạc bộ bóng đá lâu đời nhất ở San Marino. Đội đã vượt qua Vòng Sơ loại UEFA Cup vào năm 2007. Tuy nhiên, họ đã để thua với tổng tỷ số 1–4 trước Drogheda United của Ireland ở vòng tiếp theo.

## Danh hiệu
- Campionato Sammarinese di Calcio: 1

1995–96
- Coppa Titano:  11

1937, 1950, 1954, 1958, 1959, 1961, 1987, 1989, 1991, 2006, 2014
- San Marino Federal Trophy: 4

1989, 1992, 1996, 2014

## Thành tích ở Châu Âu
| Mùa giải | Giải đấu           | Vòng            | Đối thủ         | Lượt đi | Lượt về | Tổng tỷ số |
| -------- | ------------------ | --------------- | --------------- | ------- | ------- | ---------- |
| 2007–08  | UEFA Cup           | Vòng loại thứ 1 | Drogheda United | 1–1     | 0–3     | 1–4        |
| 2012–13  | UEFA Europa League | Vòng loại thứ 1 | Renova          | 0–4     | 0–4     | 0–8        |
| 2013–14  | UEFA Europa League | Vòng loại thứ 1 | FK Sarajevo     | 1–2     | 0–1     | 1–3        |
| 2014–15  | UEFA Europa League | Vòng loại thứ 1 | Botev Plovdiv   | 0–2     | 0–4     | 0–6        |

## Đội hình hiện tại
Tính đến 1 tháng 5 năm 2021
Ghi chú: Quốc kỳ chỉ đội tuyển quốc gia được xác định rõ trong điều lệ tư cách FIFA. Các cầu thủ có thể giữ hơn một quốc tịch ngoài FIFA.
| Số | VT | Quốc gia   | Cầu thủ              |
| -- | -- | ---------- | -------------------- |
| 1  | TM | San Marino | Matteo Zavoli        |
| 2  | HV | San Marino | Matteo Giorgini      |
| 5  | HV | Ý          | Luca Righi           |
| 7  | TV | San Marino | Maicol Berretti      |
| 8  | TV | San Marino | Enrico Golinucci     |
| 9  | TĐ | Ý          | Ivan Graziani        |
| 11 | TĐ | San Marino | Giorgio Mariotti     |
| 13 | TĐ | Ý          | Christopher Brandino |
| 14 | HV | Ý          | Riccardo Mezzadri    |
| 15 | TV | San Marino | Francesco Stacchini  |
| 17 | HV | Ý          | Samuele Buda         |
| 18 | TV | Ý          | Fabio Dall'Ara       |

| Số | VT | Quốc gia   | Cầu thủ           |
| -- | -- | ---------- | ----------------- |
| 20 | TV | Ý          | Matteo Gaiani     |
| 21 | TĐ | Ý          | Gianluca Morelli  |
| 22 | TM | Ý          | Fabio Gentilini   |
| 23 | HV | Ý          | Federico Pesaresi |
| 24 | TV | San Marino | Nicola Cavalli    |
| 27 | TV | Ý          | Marco Narducci    |
| 28 | TM | Ý          | Stefano Spada     |
| 44 | HV | San Marino | Diego Moretti     |
| 99 | TĐ | Ý          | Simone Rossi      |